# Novo Selo (żupania karlowacka)
Novo Selo – wieś w Chorwacji, w żupanii karlowackiej, w mieście Slunj. W 2011 roku liczyła 68 mieszkańców.